# Gundloor, Shahpur
Gundloor là một làng thuộc tehsil Shahpur, huyện Gulbarga, bang Karnataka, Ấn Độ.